# 서울 지장사 지장시왕도
서울 지장사 지장시왕도(서울 地藏寺 地藏十王圖)는 중생의 사후세계를 관장하는 지장보살과 명부(冥府)에서 중생들의 죄질을 심판하는 시왕들 그리고 그 권속들을 도설하고 있는 불화이다.

## 개요
지장시왕도는 명부전의 후불탱화로서 제작되는 경우와 대웅전·극락전 등의 전각에 중단탱화(中壇幀畵)로 조성되는 경우로 나누어 살펴볼 수 있는데, 이 그림은 후자의 경우에 해당한다. 화기에 의하면 현왕탱(現王幀)·독성탱(獨聖幀)·신중탱(神衆幀)·산신탱(山神幀) 등과 함께 제작되었음을 알 수 있는데, 지장시왕도를 중단탱(中壇幀)으로 명기하고 있으며, 현재에도 대웅전에 봉안되어 있다. 대웅전 안 아미타삼존상의 우측 단 위에 감로왕도(甘露王圖)와 함께 봉안되어 있는 이 그림은 지장보살을 중심으로 무독귀왕과 도명존자가 협시하고 있는 지장삼존을 시왕들과 권속들이 둘러싸고 있는 군도형식의 불화이다.

## 그림 속 묘사
지장보살은 상단 중심부에 자리하여 주위의 권속들을 압도하듯 크게 묘사되고 있으며, 두광은 여린 녹색으로 처리하고, 신광은 원형에 가깝게 그려지고 광선문(光線紋)으로 채색되어 부각시킨 형국이다. 지장보살은 방형(方形)의 상호에 민머리를 하고 있는 조선후기 지장보살의 전형적인 모습을 보여주고 있으며, 법의는 녹색과 적색을 여리게 채색하여 형식화의 모습을 엿볼 수 있으나, 옷자락의 끝에 시문되는 화문(花紋)들은 정교하여 제법 정성을 들인 작품임을 알 수 있다. 왼손의 손바닥에는 지물(持物)로 보주(寶珠)를 얹고 있는데, 투명한 유리구슬의 모습으로 표현되고 있다. 지장보살을 협시하고 있는 무독귀왕과 도명존자는 반가좌(半跏坐)를 하고 있는 지장보살의 무릎 아래에 합장을 하고 서 있는 모습으로 표현되고 있으며, 진한 녹색으로 채색된 두광을 하고 있어 다른 권속들과 구별된다. 지장보살의 좌우에는 시왕을 비롯한 많은 권속들이 거의 대칭을 이루며 서 있는데, 일렬로 4단을 이루고 있으며, 아래에서 위로 올라갈수록 중앙을 향하여 작게 표현되고 있어 원근법(遠近法)의 효과를 보여주고 있다. 이러한 기법은 보는 이로 하여금 시선을 중앙의 본존으로 유도시키는 역할을 할 뿐만 아니라 본존인 지장보살상을 부각시키는 데 효율적인 기법으로 주목된다 하겠다. 시왕과 권속들은 대부분 합장을 하거나 홀(笏)을 들고 있는 형태로 묘사되고 있으며, 지장보살의 무릎 좌우에 자리하고 있는 판관(判官)들은 두루마리를 들고 있는 모습으로 표현되고 있다.

## 창작 연대
지장보살의 신광이 광선문으로 처리되고, 인물상들이 착용하고 있는 복식의 옷주름 표현이 간결해지면서 보라색에 가까운 남색 활용이 두드러지는 등 19세기 후반의 경향을 보여주고 있는 작품이다. 이 그림은 화기에 "光緖十九年癸巳三月十五日京畿左道果川冠岳山華藏寺"라고 명기되어 있어 고종 30년(1893년)에 제작되었음을 알려주고 있으며, 당시의 행정구역과 지장사의 옛 이름이 화장사였음을 전하고 있는 등 지장사의 역사를 살필 수 있는 사료로서의 가치도 높은 작품이다. 또, 화기에는 1893년에 이루어진 지장사의 불사(佛事) 내역을 기록하고 있으며, 감로왕도를 그린 마곡사의 화승 금호당 약효(若效)가 수화사(首畵師)로 참여한 그림임을 전하고 있다.

## 참고 자료
- 서울 지장사 지장시왕도 - 국가유산청 국가유산포털
- 본 문서에는 서울특별시에서 지식공유 프로젝트를 통해 퍼블릭 도메인으로 공개한 저작물을 기초로 작성된 내용이 포함되어 있습니다.